# Abar (Sprache)
Abar ist eine bantoide Sprache des Kamerun.
Sie zählt zur Sprachgruppe der westbeboiden Sprachen und somit zur Sprachfamilie der Niger-Kongo-Sprachen.
Abar ist gleichzeitig der Name des Dorfes in der die Sprache gesprochen wird. Die Sprache wird aber auch in den Dörfern  Missong, Munken, Ngun und Za’ gesprochen. Die Sprache wird in diesen Dörfern auch Fən genannt, das in der Abar-Sprache 'Mund' bedeutet.